# Dania Beach
Dania Beach és una població dels Estats Units a l'estat de Florida. Segons el cens de l'1 de juliol de 2006 tenia 28.831 habitants.

## Demografia
Segons el cens del 2000, Dania Beach tenia 20.061 habitants, 9.012 habitatges, i 4.866 famílies. La densitat de població era de 1.271,9 habitants per km².
Dels 9.012 habitatges en un 21,4% hi vivien nens de menys de 18 anys, en un 34,9% hi vivien parelles casades, en un 14,1% dones solteres, i en un 46% no eren unitats familiars. En el 35% dels habitatges hi vivien persones soles el 10,8% de les quals corresponia a persones de 65 anys o més que vivien soles. El nombre mitjà de persones vivint en cada habitatge era de 2,19 i el nombre mitjà de persones que vivien en cada família era de 2,85.
Per edats la població es repartia de la següent manera: un 20% tenia menys de 18 anys, un 6,9% entre 18 i 24, un 31,9% entre 25 i 44, un 25,1% de 45 a 60 i un 16,1% 65 anys o més.
L'edat mediana era de 40 anys. Per cada 100 dones de 18 o més anys hi havia 99,4 homes.
La renda mediana per habitatge era de 34.125 $ i la renda mediana per família de 37.405 $. Els homes tenien una renda mediana de 35.081 $ mentre que les dones 26.535 $. La renda per capita de la població era de 20.795 $. Entorn del 14,6% de les famílies i el 18,3% de la població estaven per davall del llindar de pobresa.

## Poblacions més properes
El següent diagrama mostra les poblacions més properes.